# Ashley Biden
Ashley Blazer Biden (ur. 8 czerwca 1981 w Wilmington) – amerykańska aktywistka, działaczka społeczna i projektantka mody. Jest córką 46. Prezydenta Stanów Zjednoczonych, Joego Bidena i Pierwszej damy, Jill Biden.

## Życiorys

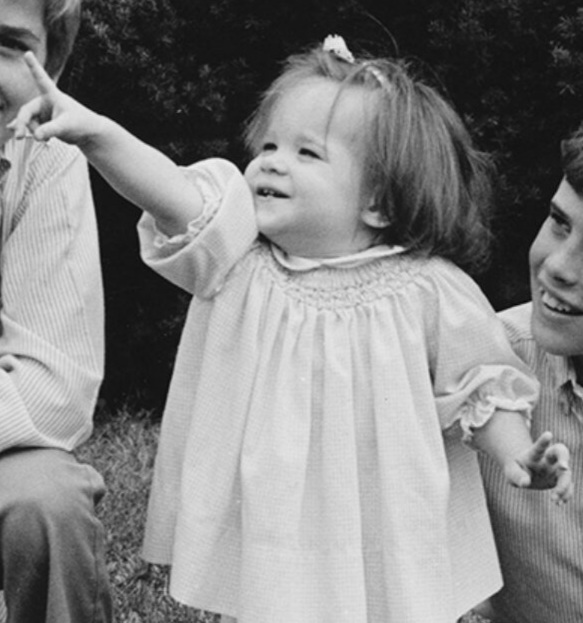
Ashley Biden jako dziecko, lata 80.

### Wczesne Życie
Biden urodziła się w Wilmington, w stanie Delaware. Jej ojciec, Joe Biden jest 46. prezydentem Stanów Zjednoczonych, a wcześniej służył jako wiceprezydent. Biden jest jego jedynym dzieckiem z jego drugiego małżeństwa, z Jill Biden. Jej przyrodnie rodzeństwo z pierwszego małżeństwa Joego Bidena, z Neilią Hunter Biden, to: Beau Biden (1969–2015), Hunter Biden (ur. 1970) oraz Naomi Biden (1971–1972). Od strony ojca ma pochodzenie angielskie, francuskie oraz irlandzkie, a od strony matki ma korzenie angielskie, szkockie i sycylijskie.
Biden wychowała się w wierze katolickiej i została ochrzczona w kościele St. Joseph on the Brandywine w Greenville. Jak była dzieckiem jej ojciec służył jako senator Delaware, a matka pracowała jako pedagog.
Biden uczęszczała do prywatnej szkoły Wilmington Friends School prowadzonej przez Religijne Towarzystwo Przyjaciół w Wilmington. W 1999 ukończyła prywatną szkołę katolicką, Archmere Academy. Była członkinią szkolnych drużyn lacrosse i hokeja na trawie.
Kiedy Biden uczęszczała do szkoły podstawowej odkryła, że kosmetyki firmy Bonne Bell są testowane na zwierzętach, a później napisała do firmy list prosząc ich o zmiany dotyczące testów na zwierzętach. Później zaangażowała się w ochronę delifnów, co zainspirowało jej ojca do współpracy z kongresmenką, Barbarą Boxer w celu napisania i uchwalenia ustawy o ochronie delfinów z 1990. Biden pojawiła się na Kongresie Stanów Zjednoczonych, aby głosować za ustawą.
Biden uzyskała licencjat w dziedzinie antropologii na Tulane University. Podczas pierwszego roku studiów pracowała jako wychowawczyni obozowa w Girls Incorporated, obecnie Kingswood Academy.  Odbyła również staż w programie letnim na Uniwersytecie Georgetown, pracując z młodzieżą, z Anacostii.

### Kariera
Po studiach przez kilka miesięcy pracowała jako kelnerka w pizzerii, w Wilmington przed tym, jak zaczęła karierę w pracy społecznej. Przeprowadziła się do Kensington w Pensylwanii i rozpoczęła pracę jako specjalista wsparcia klinicznego w Northwestern Human Services Children’s Reach Clinic, pomagając młodzieży i ich rodzinom w dostępie do zasobów i współpracując bezpośrednio z psychiatrami i terapeutami. W 2010 uzyskała tytuł magistra pracy socjalnej ze Szkoły Polityki i Praktyki Społecznej Uniwersytetu Pensylwanii. Była jedną z dwunastu absolwentów, którzy otrzymali nagrodę im. Johna Hope’a Franklina. W 2015 roku pełniła funkcję prelegenta na Rutgers University w Rutgers School of Social Work.

#### Praca społeczna i aktywizm
Biden pracuje jako działaczka na rzecz sprawiedliwości społecznej i pracownik socjalny. Po ukończeniu studiów podyplomowych podjęła pracę w West End Neighborhood House, organizacji non-profit, jako łącznik do spraw zatrudnienia i edukacji w zakresie orzekania wśród młodzieży opracowującej różne programy, szkolenia w zakresie zatrudnienia i umiejętności zawodowych.
Przez piętnaście lat pracowała jako pracownik społeczny w Delaware Department of Services for Children, Youth, and Their Families.

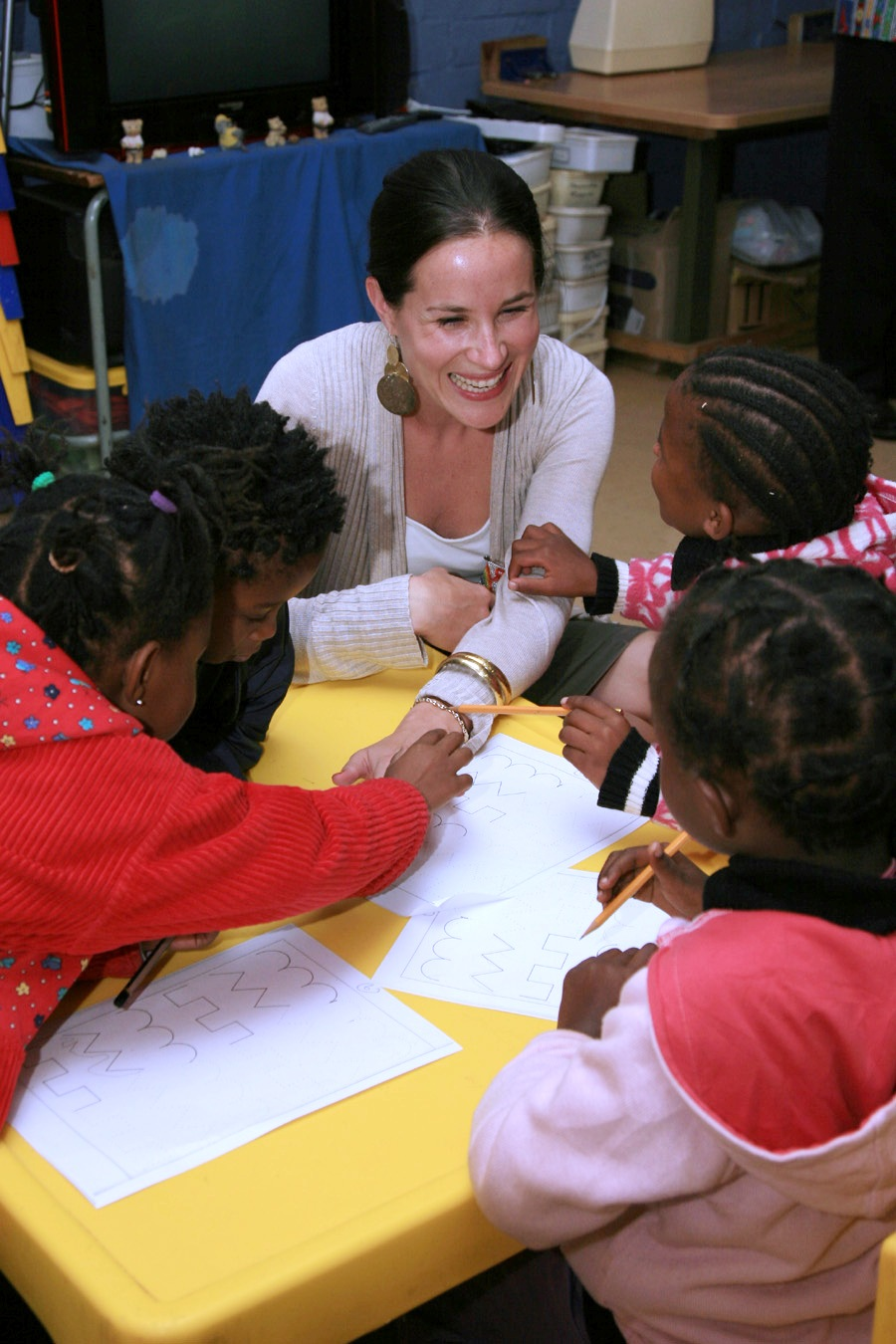
Biden bawiąca się z dziećmi w Mapetta Day Care Centre, w Soweto, w RPA podczas oficjalnej wizyty, w czerwcu 2010.

Podczas kiedy pracowała dla departamentu, Biden stworzyła programy dla młodzieży skupiające się na wymiarze sprawiedliwości dla nieletnich, opiece zastępczej i zdrowiu psychicznym. W 2008 roku została wymieniona w Delaware Today's „40 People to Watch” za swoją pracę w departamencie. W 2012 roku dołączyła do Delaware Center for Justice jako zastępca dyrektora, koncentrując się na reformie sądownictwa karnego w stanie. Pomogła w ustanowieniu i prowadzeniu programów i usług w centrum skupiających się na edukacji publicznej, usługach dla dorosłych ofiar, przemocy z użyciem broni, uwięzionych kobietach i ponownym wejściu do społeczności. Nadzorując wszystkie bezpośrednie programy obsługi w ośrodku Biden pracowała z ofiarami przestępstw, orzeczoną młodzieżą, starszymi więźniami, dorosłymi na okresie próbnym i zwolnieniu warunkowym, wagarowiczami oraz klientami sądów powszechnych w Pensylwanii, którzy kwalifikowali się do mediacji.
W 2014 roku awansowała na stanowisko dyrektora wykonawczego centrum i pełniła tę funkcję do 2019. Wdrożyła program o nazwie SWAGG: Student Warriors Against Guns and Gangs, zatwierdzony przez Office of Juvenile Justice and Delinquency Prevention, który zapewnia zasoby edukacyjne i społecznościowe grupy wsparcia mające na celu eliminację brutalnych przestępstw i działalności gangów wśród młodzieży w hrabstwie New Castle.
W 2014 Biden skrytykowała karę śmierci, stwierdzając, że nie jest ona opłacalna i marnuje środki, które mogłyby zostać przeznaczone na usługi dla ofiar i zapobieganie przestępczości.
Założyła program Young@Art, który zapewnia studentom zasoby i możliwość tworzenia dzieł sztuki, gdy są przetrzymywani w ośrodkach detencyjnych, potem Biden sprzedaje dzieła sztuki w społeczności. Połowa dochodów idzie bezpośrednio do artystów, a druga połowa idzie na finansowanie programu zakupu artykułów artystycznych i opłacenie pensji młodzieży pracującej przy lokalnych pokazach sztuki. W ramach programu Biden uczy również studentów umiejętności biznesowych i finansowych.
W sierpniu 2020 roku Biden przemawiała na Narodowej Konwencji Demokratów, zanim jej ojciec przyjął nominację Demokratów na prezydenta w 2020. 6 sierpnia Biden była gospodarzem wydarzenia organizacyjnego dla Wisconsin Women for Biden, aby omówić program kobiet, opublikowany w ramach kampanii jej ojca i zwrócić uwagę na kwestie kobiet podczas wyborów prezydenckich w Stanach Zjednoczonych, w 2020.

#### Moda
W 2017 roku Biden wypuściła Livelihood Collection, etyczną markę odzieżową, w Spring Place, w TriBeCa podczas Tygodnia Mody, w Nowym Jorku. W wydarzeniu inauguracyjnym wzięli udział rodzice Biden i celebryci, w tym Olivia Palermo i Christian Siriano. Marka współpracowała z Gilt Groupe i Aubrey Plazą, aby zebrać 30 000 dolarów dla Delaware Community Foundation. Logo Livelihood, strzała przebijająca litery „LH” zostało zainspirowane przyrodnim bratem Biden, Beau, który zmarł na raka mózgu w 2015 roku. Biden stwierdziła, że „[Beau] był moim łukiem. Jego rak rzucił mnie na kolana. Nie miałam innego wyboru, jak tylko strzelać do przodu, iść dalej, nadal dążyć do własnych marzeń”.
Biden stworzyła markę, aby pomóc zwalczać nierówności dochodów i nierówności rasowe w Stanach Zjednoczonych. Cały dochód z wprowadzenia marki na New York Fashion Week został przeznaczony na programy dla potrzebujących. Dziesięć procent ciągłej sprzedaży marki jest przekazywane organizacjom społecznym w dzielnicy Anacostia, w Waszyngtonie i Riverside, w Wilmington. Produkty Livelihood są wykonane z bawełny organicznej pochodzącej z Ameryki i są wytwarzane w Stanach Zjednoczonych. Biden zdecydowała się zaprojektować bluzy z kapturem ze względu na ich związek z ruchem robotniczym i ich symboliczne znaczenie dla ruchów sprawiedliwości społecznej. Strona internetowa marki dostarcza informacji na temat zaangażowania obywatelskiego i sprawiedliwości ekonomicznej.
Wraz z Colleen Atwood, Barbarą Tfank, Rachel Zoe, Bibhu Mohapatrą, Betsey Johnson, Calvinem Kleinem, Oscarem de la Renta, Anną Sui, Paulem Tazewellem oraz innymi projektantami i domami mody Biden zaprojektowała stroje na 12-calowy (30 cm) winyl lalki postaci Snoopy’ego i Belle z fistaszków na wystawę Snoopy and Belle in Fashion. Wystawa rozpoczęła się 7 września 2017 w Brookfield Place na Manhattanie. Później wystawa odbyła się także w San Diego, Los Angeles i kilku innych miastach w całych Stanach Zjednoczonych przed zamknięciem wystawy, 1 października 2017.
W czerwcu 2020 Biden zaprojektowała mundury dla personelu hotelu Hamilton w Waszyngtonie. Mundury zostały zaprezentowane na prywatnej imprezie inauguracyjnej. Hotel przekazał Livelihood 15 000 dolarów.

## Życie prywatne

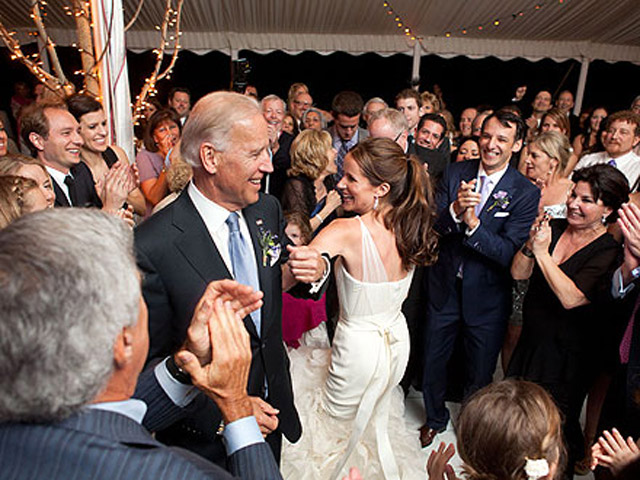
Ashley Biden podczas swojego ślubu tańcząca horę z ojcem.

W 2010, po tym jak jej brat Beau ich zapoznał, zaczęła spotykać się z chirurgiem plastycznym i laryngologiem, Howardem Kreinem. Krein jest absolwentem Rutgers University i Thomas Jefferson University. Pobrali się w katolicko-żydowskiej ceremonii w kościele St. Joseph’s on the Brandywine, w 2012. Jej mąż, który jest Żydem pracuje w Thomas Jefferson University Hospital, w Filadelfii i jest adiunktem chirurgii twarzy plastycznej i rekonstrukcyjnej.
Biden jest praktykującą katoliczką. W 2016 razem z mężem, ojcem i bratem odwiedziła Papieża Franciszka w Watykanie.

### Konflikty z prawem
W 1999 została złapana z marihuaną, lecz nie wniesiono żadnych oskarżeń. W 2001 roku Biden zapłaciła grzywnę w wysokości 125 dolarów za posiadanie napoju alkoholowego.
W 2002 roku Biden została aresztowana w Chicago i oskarżona o utrudnianie pracy funkcjonariuszowi policji.
W 2020 pamiętnik kobiety został skradziony i sprzedany prawicowej grupie aktywistów, Project Veritas. Dwóch mieszkańców Florydy w 2022 przyznało się do spiskowania w celu przewiezienia jej skradzionego pamiętnika przez granice stanu, a także innych przedmiotów osobistych.